# Perrelet
Perrelet es una compañía relojera fundada en 1777 por el relojero suizo Abraham-Louis Perrelet. El lema de la empresa es "inventor del reloj automático", ya que es muy probable que Abraham-Louis Perrelet fuera el inventor de este mecanismo.
La marca fue adquirida en 2004 por Miguel Rodríguez, del Grupo Festina, que en 2007 designó a Marc Bernhardt como director ejecutivo de Perrelet,  y bajo su dirección la compañía ha relanzado unos relojes de gran prestigio, lo que incluye relojes retrógrados, con hora saltarina y con doble rotor. También fabrica relojes con aplicaciones muy costosas como tourbillons o repetidores de minutos. Está considerada una marca de relojes de lujo y continúan siendo de producción suiza.
En 2009 Miguel Rodríguez nombró a Fausto Salvi como director ejecutivo de Perrelet.